# Vision efter predikan
Vision efter predikan (franska: Vision après le sermon) eller Jakobs kamp med ängeln är en oljemålning av den franske konstnären Paul Gauguin från 1888. Målningen ingår i Scottish National Gallerys samlingar i Edinburgh. 
Målningen tillkom när Gauguin bodde i Pont-Aven i Bretagne. Tillsammans med bland andra Émile Bernard ingick han i den så kallade Pont-Avenskolan vars verk karakteriseras av djärva färger och symbolistiska motivval. Han var påverkad av Camille Pissaro och japanska träsnitt samtidigt som han utvecklade ett eget sätt, benämnt syntetismen, som innebar en enhetlig sammanfattning av konturer och färgfält till tydliga, dekorativa enheter. 
Motivet visar en scen från Gamla Testamentet där Jakob brottas med en ängel. 